# Platentomus sobrinus
Platentomus sobrinus är en insektsart som beskrevs av Carl Stål 1859. Platentomus sobrinus ingår i släktet Platentomus och familjen dvärgstritar. Inga underarter finns listade i Catalogue of Life.